# Rafael Romero Marchent
Rafael Romero Marchent   (Madrid, 3 de maig de 1926 - Madrid, 13 de febrer de 2020) fou un actor, director de cinema i guionista espanyol. Era famós pels seus spaghetti western en els anys 60 i 70, i per la sèrie de televisió Curro Jiménez.

## Biografia
Rafael Romero Marchent Hernández, nascut en Madrid el 3 de maig de 1926, era fill de Joaquín Romero Marchent Gómez de Avellaneda (1899-1973) (escriptor, editor i productor) i germà de Joaquín Romero Marchent, director i guionista, de la muntadora Ana María Romero Marchent, i de l'actor i director ocasional Carlos Romero Marchent (1944-2013).
Va contreure matrimoni amb la actriu i vedette Maruja Tamayo de la qual va enviduar el 22 d'octubre de 1991. Fruit d'aquest enllaç, va tenir una filla Teresa de Jesús.
S'aficiona a l'espectacle de forma instintiva i en plena adolescència, i així participa en funcions escolars com a actor infantil. Poc després, a l'inici dels anys quaranta, ja exerceix papers minúsculs en diverses pel·lícules, amb un reconeixement professional creixent, fins al punt de prendre la decisió de professionalitzar-se com a intèrpret i deixar inconclusos els estudis de Medicina. Així que comença els estudis de Ball i Art Dramàtic mentre continua treballant com a actor juvenil.

### Obra
D'aquesta manera, comença la seva primera fase professional, la de galant de cinema, fase que es defineix de debò a partir de la seva comesa a El traje de luces (1947), d'Edgar Neville, i que s'estén durant els deu anys posteriors, tant amb nous papers cinematogràfics: Alhucemas (1947), de José López Rubio, La mies es mucha (1948), de José Luis Sáenz de Heredia, La leona de Castilla (1951), de Juan de Orduña, El mensaje (1953), de Fernando Fernán Gómez, Fulano y Mengano (1955), del seu germà Joaquín, o Pasión bajo el sol (1956), d'Antonio Isasi Isasmendi; com amb comeses teatrals, tant amb la Companyia de Milagros Leal i Salvador Soler Marí, o la de Tina Gascó i Fernando Granada, i fins i tot encapçalant Companyia pròpia.
A primers dels anys 60, disminueix dràsticament la seva labor d'actor i estudia Direcció, mentre treballa d'ajudant i script en prop de trenta pel·lícules, sovint del seu germà Joaquín. Poc després, inicia la seva etapa de director, que comença amb un spaghetti western: Ocaso de un pistolero (1965), emprès a l'abric dels del seu germà, pioner nacional sobre aquest tema, i que es prodiga en aquest gènere, sovint amb Joaquín de coproductor i coguionista, per exemple a Manos torpes (1969) i Garringo (1970). Però va filmar també thrillers, drames, comèdies i fins a musicals i tragèdies eròtiques, en una diversitat genèrica on artísticament sobresurten Santo contra el Dr. Muerte (1973), última de les coproduccions hispanomexicanes amb el mític Santo, el Enmascarado de Plata i Un par de zapatos del 32 (1973), protagonitzada per Ray Milland i Sylva Koscina.
Igualment va treballar amb profusió en el mitjà televisiu, realitzant capítols de sèries de ficció, principalment Curro Jiménez i Cañas y barro, i documentals. Així mateix, va ser actor i director de doblatge i de teatre, així com escriptor líric.
Per tot això, el dia 27 d'abril de 2007 va rebre un senzill homenatge a Madrid, rendint tribut a un supervivent del cinema espanyol.

## Filmografia

### Com a director
- 1984 - Violines y trompetas
- 1981 - Todo es posible en Granada
- 1980 - La venganza del lobo negro (Duelo a muerte)[4]
- 1978 - Cañas y barro (Serie de TV)
- 1977 - Un día con Sergio
- 1976 - Curro Jiménez (Sèrie de TV)
- 1976 - Imposible para una solterona
- 1976 - La noche de los cien pájaros
- 1975 - Tu dios y mi infierno
- 1974 - La boda o la vida
- 1973 - Un dólar de recompensa
- 1971 - Un par de asesinos
- 1970 - Garringo
- 1969 - Manos torpes
- 1968 - Uno a uno sin piedad
- 1968 - ¿Quién grita venganza?
- 1967 - Aquí mando yo
- 1967 - Dos cruces en Danger Pass
- 1967 - Dos hombres van a morir
- 1966 - Dos pistolas gemelas
- 1965 - Ocaso de un pistolero

### Com a actor
- 1990 - A solas contigo (d'Eduardo Campoy)
- 1981 - Todo es posible en Granada (de Rafael Romero Marchent)
- 1960 - Compadece al delincuente (d'Eusebio Fernández Ardavín)
- 1959 - Fulano y mengano (de Joaquín Luis Romero Marchent)
- 1956 - La pecadora (d'Ignacio F. Iquino)
- 1955 - El mensaje (de Fernando Fernán Gómez)
- 1953 - Cabaret (d'Eduardo Manzanos Brochero)
- 1948 - La mies es mucha (de José Luis Sáenz de Heredia)
- 1948 - Alhucemas (de José López Rubio)
- 1948 - Don Quijote de la Mancha (de Rafael Gil)
- 1946 - El traje de luces (d'Edgar Neville)

## Premis
- 1949. Medalla del Cercle d'Escriptors Cinematogràfics al millor actor secundari per La mies es mucha.[5]